# 瀬見峡温泉
瀬見峡温泉（せみきょうおんせん）は、 岐阜県山県郡美山町（現山県市）にあった温泉。

## 泉質
ナトリウム塩化物鉱泉

## 温泉施設
当地に唯一あった温泉施設は、2001年5月末で廃業したため、現在は入浴することができない。

## 歴史
- 1991年（平成3年）秋 - 温泉発見。[2]
- 2001年（平成13年）5月 - 廃業。